# Fuscopannaria leucostictoides
Fuscopannaria leucostictoides är en lavart som först beskrevs av Ohlsson, och fick sitt nu gällande namn av P. M. Jørg. Fuscopannaria leucostictoides ingår i släktet Fuscopannaria och familjen Pannariaceae.   Inga underarter finns listade i Catalogue of Life.